# Gaggi
Gaggi est une commune italienne de la province de Messine, dans la région Sicile.

## Administration
| Période                                  | Période | Identité | Étiquette | Qualité |
| ---------------------------------------- | ------- | -------- | --------- | ------- |
|                                          |         |          |           |         |
| Les données manquantes sont à compléter. |         |          |           |         |

### Hameaux
Cavallaro, Palmara, Falcò, Costa arancione, Billirè.

### Communes limitrophes
Castelmola, Castiglione di Sicilia, Graniti, Mongiuffi Melia, Taormine.